# Sankrail
Sankrail là một thị trấn thống kê (census town) của quận Haora thuộc bang Tây Bengal, Ấn Độ.

## Địa lý
Sankrail có vị trí 22°34′B 88°14′Đ / 22,57°B 88,24°Đ Nó có độ cao trung bình là 2 mét (6 feet).

## Nhân khẩu
Theo điều tra dân số năm 2001 của Ấn Độ, Sankrail có dân số 25.590 người. Phái nam chiếm 54% tổng số dân và phái nữ chiếm 46%. Sankrail có tỷ lệ 64% biết đọc biết viết, cao hơn tỷ lệ trung bình toàn quốc là 59,5%: tỷ lệ cho phái nam là 69%, và tỷ lệ cho phái nữ là 59%. Tại Sankrail, 12% dân số nhỏ hơn 6 tuổi.